# Kuntínov
Kuntínov este o arie protejată (sit de importanță comunitară — SCI) din Republica Cehă întinsă pe o suprafață de 661,46 ha, integral pe uscat.

## Localizare
Centrul sitului Kuntínov este situat la coordonatele 48°56′42″N 16°50′58″E / 48.945°N 16.849444°E.

## Înființare
Situl Kuntínov a fost declarat sit de importanță comunitară în aprilie 2005 pentru a proteja 3 specii de plante și 2 specii de animale.

## Biodiversitate
Situată în ecoregiunea panonică, aria protejată conține 3 habitate naturale: Păduri stepice euro-siberiene cu Quercus spp., Păduri panonice cu Quercus petraea și Carpinus betulus, Pajiști stepice subpanonice.
La baza desemnării sitului se află mai multe specii protejate:
- plante (3): papucul doamnei (Cypripedium calceolus), Dracocephalum austriacum, Echium russicum
- nevertebrate (2): Euplagia quadripunctaria, rădașcă (Lucanus cervus)